# Абрамов Віталій Сергійович
Віталій Сергійович Абрамов (рос. Виталий Сергеевич Абрамов, нар. 12 липня 1974, Шахтинськ) — радянський та казахський футболіст, що грав на позиції півзахисника.

## Клубна кар'єра
Вихованець карагандинського футболу. Перший професійний контракт підписав у 17 років з «Булатом» з Темиртау, але ще того ж року перейшов у карагандинський «Шахтар», у якому провів 4 матчі в першості СРСР і 8 — у першому чемпіонаті Казахстану. 
З 1992 року виступав за нижчолігові російські клуби. 1995 року дебютував у Вищому дивізіоні Росії у складі камишинського «Текстильника». 1996 року перейшов в волгоградський «Ротор», в якому ставав срібним та бронзовим призером чемпіонату Росії. 
Після «Ротора» виступав за донецький «Шахтар», разом з яким ставав чемпіоном та двічі срібним призером Вищої ліги Україна, а також на правах оренди грав за донецький «Металург». 
З 2003 року захищав кольори російських нижчолігових клубів «Волгар» (Астрахань), «Лісма-Мордовія», «Уралан», «Урал», «Ротор» та ФСА (Вороніж), проте в жодному з них надовго не затримувався.
З серпня 2009 року виступав за курський «Авангард». Після закінчення сезону оголосив про завершення своєї футбольної кар'єри.

## Виступи за збірну
19 лютого 2004 року провів свій єдиний офіційний матч у складі національної збірної Казахстану на Кубку Кіпрської футбольної асоціації в грі проти збірної Вірменії (3-3), в якій відіграв 45 хвилин, після чого був замінений.

## Досягнення
- Срібний призер чемпіонату Росії: 1997
- Бронзовий призер чемпіонату Росії: 1996
- Чемпіон України: 2001/02
- Срібний призер чемпіонату України: 1999/2000, 2000/01
- Фіналіст Кубка Інтертото: 1996
- В списку 33 найкращих футболістів чемпіонату Росії: № 3 (1997)

| Дата       | Місто | Господарі | Результат | Гості     | Турнір                               | Голи | Примітки |
| ---------- | ----- | --------- | --------- | --------- | ------------------------------------ | ---- | -------- |
| 19/02/2004 | Пафос | Вірменія  | 3 – 3     | Казахстан | Кубок Кіпрської футбольної асоціації | -    |          |
| Усього     |       | Матчів    | 1         |           | Голів                                | 0    |          |